# 玄彬
玄彬（1982年9月25日—），韓國男演員，本名金泰坪（：／），藝名漢字曾一度被正名為炫彬。畢業於韓國中央大學藝術學院研究所，2003年以電視劇《保鑣》出道，2011年憑藉《秘密花園》的「金祖沅」一角獲得百想藝術大賞電視劇部門最高大賞，2020年則以《愛的迫降》的「李正赫」一角獲得百想藝術大賞男子人氣賞。玄彬在國際上的成功使他成為韓流頂級明星，也是韓國身價極高、最具影響力的演員之一。

## 成長經歷
玄彬出生於韓國首爾松坡區，小時候學習多項才藝，游泳、鋼琴與書法等。父母皆從事教育工作，親戚則是法官檢察官等家世顯赫，有一位讀首爾大學的哥哥。玄彬的演員夢曾遭父母強力反對，後來與爸爸的約定，只要考上韓國中央大學戲劇系，即不再反對。高中時因為前輩介紹而進入戲劇班，之後順利進入韓國中央大學戲劇系，2009年2月畢業後繼續攻讀碩士學位
。

## 演藝經歷

### 2003年—2010年
2003年參演電視劇《Nonstop4》和《保鑣》正式出道。2004年與李奈映、金敏俊、金玟廷合作拍攝《愛爾蘭》，以劇中“姜國”一角獲得當年MBC演技大賞最佳新人獎。2005年與金宣兒、鄭麗媛主演《我叫金三順》，該劇大結局達50.5%的收視成為韓國當年度收視冠軍，玄彬憑借該劇獲得當年MBC演技大賞的男子人氣獎、最優秀男演員獎、最佳螢幕情侶獎，成為三冠王。
2006年與李沇熹主演的愛情電影《百萬富翁的初戀》獲得第42屆百想藝術大賞最佳人氣獎。之後嘗試轉型，與成宥利主演由安徒生的同名著作改編而成的電視劇《雪之女王》再次橫掃年底的KBS演技大賞，獲得最受歡迎男演員獎、最佳人氣獎和最佳螢幕情侶獎。此劇在日本衛星電視台BS JAPAN播出時在所有電視節目中搜尋率達到第三位，而2008年與宋慧喬主演的電視劇《他們生活的世界》則以30億韓元出口日本播出。2010年與河智苑主演《秘密花園》，首次挑戰一人分飾兩角，該劇最高收視率達到31.4%，也橫掃當年SBS演技大獎以及奪得第47屆百想藝術大賞電視劇部門最高榮譽「大賞」。

### 2011年—2020年
2011年1月主演的電影《愛，不愛》入圍第61屆柏林國際電影節官方競賽單元，是唯一獲邀的亞洲電影，之後也入選為第14屆釜山國際影展閉幕影片。2月與湯唯主演的電影《晚秋》獲邀參加第61屆柏林電影節非競賽單元展映，3月以此片於第25屆瑞士佛裡堡國際電影節獲得特別提名獎與青年審查為員會獎。
2013年退伍後開始在台灣、泰國、新加坡、中國、日本等國家地区舉行6場亞洲巡回粉絲見面會。2014年以古裝歷史電影《逆鱗》飾演朝鮮第22代君主李祘重返電影螢幕，2015年以《海德、哲基爾與我》正式回歸電視劇並再度挑戰一人分飾兩角。2017年1月搭档劉海镇主演由《國際市場》導演尹濟均製作、投資達百億韓圜的大規模動作電影《機密同盟》，飾演朝鮮刑警任鐵零，挑戰朝鮮方言及高強度的動作戲份；11月搭档劉智泰合作主演電影《騙徒》，一改前作沉穩的風格，飾演只對騙子詐騙的智慧型騙子。
2018年9月搭档孫藝真主演電影《極智對決》，飾演國際犯罪頭目閔泰久；10月搭档张东健主演電影《尸落之城》，飾演朝鲜王子李清。同年12月搭档朴信惠主演電視劇《阿爾罕布拉宮的回憶》，飾演控股公司代表劉鎮宇，該劇成為tvN電視台首播收視率季軍。2019年4月開始展開首爾、台灣、香港粉絲見面會，同年12月再次搭档孫藝真合作主演浪漫愛情劇《愛的迫降》飾演北韩军官，收視率刷新《孤單又燦爛的神—鬼怪》的紀錄成為tvN當時歷年最高。《愛的迫降》風靡全亞洲的高人氣，成為韓流文化與玄彬的代表作之一，憑此拿下第56屆百想藝術大獎男子人氣賞以及第7屆APAN Star Awards大賞。

### 2021年至今
在2020年7月13日前往約旦拍攝並於9月12日完成返國的電影《交涉》，因COVID-19疫情延至2023年才上映。2024年於諜戰動作片《哈爾濱》飾演韓國獨立運動的真實人物安重根，並展開以臺灣為首站的亞洲宣傳活動。

## 成立公司
2016年玄彬結束與經紀公司O& Entertainment的合約，與他的表演老師姜建澤（강건택）代表攜手成立新經紀公司VAST娛樂（VAST ENTERTAINMENT & MEDIA）。2019年Kakao M全資收購VAST娛樂將其納為子公司，據韓媒報導：「雙方都非常積極，考慮到玄彬的影響力，估值超過100億韓元。」

## 個人生活

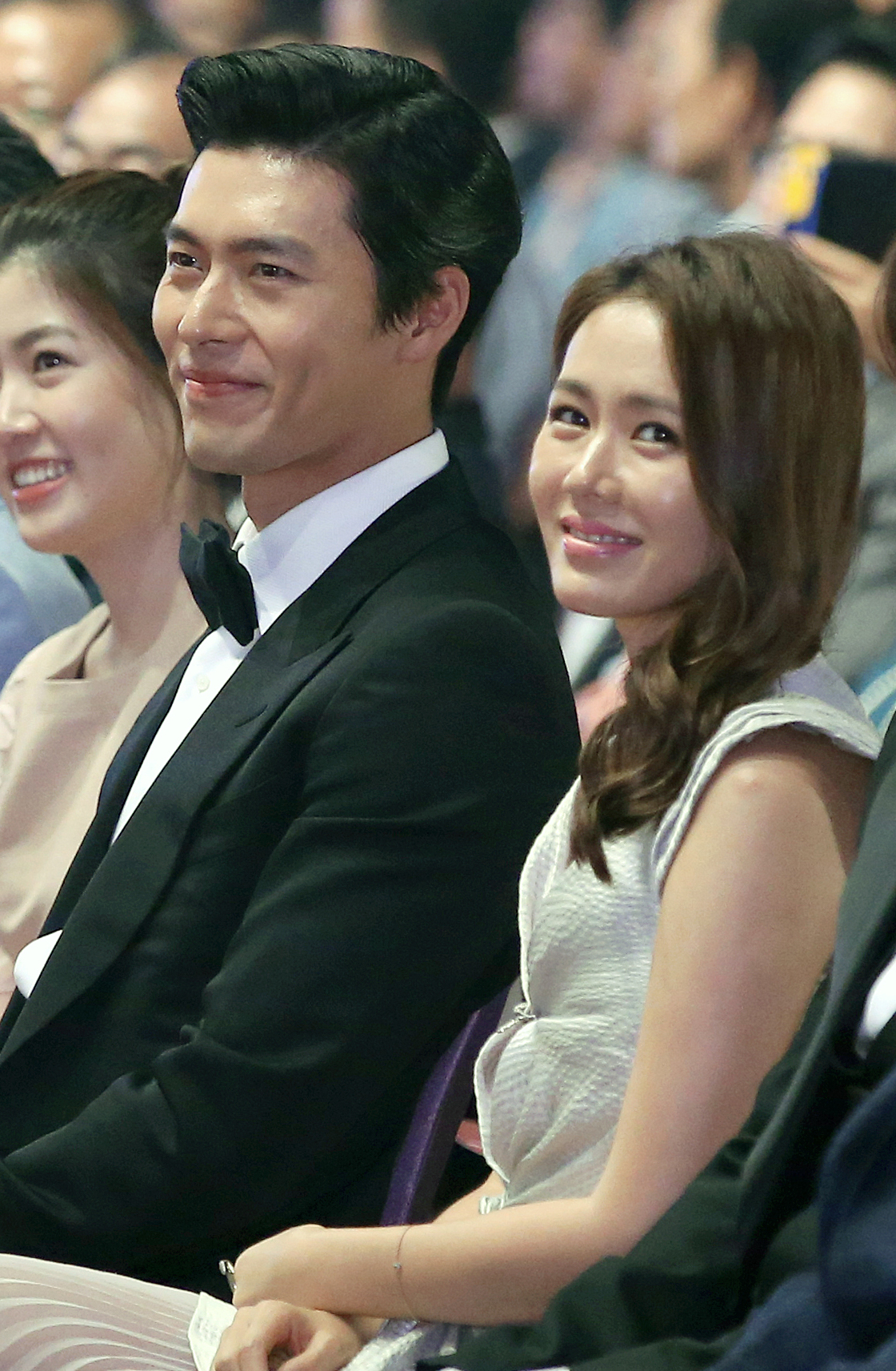
2014年玄彬與孫藝真出席第18屆富川國際奇幻影展開幕式

### 感情生活
與黃智賢自2005年3月交往，2007年3月公開戀情後，同年5月分手。
2008年因與宋慧喬合演電視劇《他們生活的世界》認識，隔年8月被媒體爆料兩人自2009年6月開始已經交往2個多月，雙方經紀公司亦承認兩人正在交往的事實。交往二年後於2011年3月7日，玄彬入伍隔日，雙方經紀公司共同發表聲明，宣布兩人在年初已經分手。
2016年12月15日，玄彬與姜素拉傳出戀愛消息，雙方經紀公司予以證實，表明二人於10月初相識，由互相幫助分享煩惱的前後輩轉變為情侶關係。隔年12月8日，玄彬經紀公司指二人因行程繁忙決定分手，由戀人回到朋友關係。
玄彬與孫藝真在2018年合作電影《極智對決》之後，被民眾目擊同遊美國，但被雙方經紀公司否認一起出遊。2019年1月21日被臺灣媒體獨家爆料一起在美國洛杉磯逛超市，但雙方只承認是一起出遊的好朋友。2020年不畏緋聞再次合作電視劇《愛的迫降》，劇中強大的火花及互動，讓戀愛傳言再一次喧囂塵上，但雙方經紀公司始終沒有正式承認。
2021年1月1日在韓媒Dispatch報導後，正式承認與孫藝真的戀人關係，成為2021年的元旦情侶。2022年2月10日於玄彬經紀公司Vast娛樂的官方Instagram公布與女友孫藝真即將結婚的消息，3月31日於首爾舉行非公開婚禮，6月27日妻子孫藝真於個人Instagram宣布懷孕消息，11月27日孫藝真所屬經紀公司宣布誕下一子。

### 入伍服役
2010年12月24日玄彬自願加入海軍陸戰隊，在水原兵役廳接受了海軍入伍體檢，在體能測試中以滿分30分取得了29分的成績。新訓後派至白翎岛的第6陸戰旅，2011年3月7日正式入伍並進入慶尚北道浦項市南區烏川邑的韓國海軍陸戰隊訓練中心，正式受訓5週後開始為期21個月的軍旅生活，入伍期間在射擊項目更是取得優異成績，以白天射擊訓練中20發19中、夜間射擊訓練中10發全中，被選為「特等射手」。
2011年8月8日玄彬出版一本講述在軍中生活的特刊《我是海兵》，內容講述新一代8名海軍的訓練生活，也記載了「二等兵金泰坪」坦率的內心獨白和各種瑣碎的生活插曲，人們還可以從書中讀出曾引起「海軍陸戰隊員熱潮」的玄彬內心的矛盾。9月25日參加第3屆首爾收復紀念馬拉松大會，同月30日擔任第22屆韓國海軍陸戰隊演奏會主持人，10月以韓國國防部宣傳特使的身份出國訪問印尼，助陣韓國軍方對印尼的潛水艇出口相關活動。2012年9月28日出席「9.28奪佔首爾作戰」62周年紀念儀式，11月14日擔任第23屆韓國海軍陸戰隊演奏會主持人。
2012年12月6日，玄彬在京畿道華城市韓國海軍陸戰隊司令部歷史館前對外宣布自己即將正式退伍，結束21個月的軍隊生活，階級為兵長（伍長），退伍當天則獲得了韓國海軍陸戰隊的模範士兵表彰
。2016年10月，則依規定返回軍隊參加4至5天的預備軍訓練。

## 影視作品

### 劇集
| 年份 | 播放平台 | 劇名               | 角色                 | 合作演員                                      | 備註         |
| 2003 | KBS      | 保鑣               | Stalker              | 車勝元、任恩頃、韓高恩                        |              |
| 2003 | MBC      | Non-Stop 4         | 玄彬                 | Andy、張根碩、韓藝瑟                          |              |
| 2004 | MBC      | 愛爾蘭             | 姜國                 | 李奈映、金敏俊、金玟廷                        |              |
| 2005 | MBC      | 我叫金三順         | 玄振軒               | 金宣兒、鄭麗媛、丹尼爾·海尼                   |              |
| 2005 | MBC      | Non-Stop 5         | 玄彬                 | 鄭亨敦、李正、姜慶俊、朴鎮宇                  | 客串 第235集 |
| 2006 | KBS      | 雪之女王           | 韓太雄／韓得九       | 成宥利、林周煥、柳仁英                        |              |
| 2008 | KBS      | 他們的世界         | 鄭志武               | 宋慧喬                                        |              |
| 2009 | MBC      | 朋友，我們的傳說   | 韓東秀               | 金敏俊、徐道永、王智慧 李施彥、鄭柔美、裴格林 |              |
| 2010 | SBS      | 秘密花園           | 金祖沅               | 河智苑、尹相鉉、金思朗                        |              |
| 2015 | SBS      | 海德、哲基爾與我   | 具瑞鎮／Robin／Terry | 韓志旼、盛駿、惠利                            |              |
| 2018 | tvN      | 阿爾罕布拉宮的回憶 | 劉鎮宇               | 朴信惠                                        |              |
| 2019 | tvN      | 愛的迫降           | 李正赫               | 孫藝真、徐智慧、金正鉉                        |              |
| 2025 | Disney+  | 韓國製造           | 白冀兌               | 鄭雨盛、元志安、徐恩秀、曹汝貞、鄭星一        |              |

### 電影

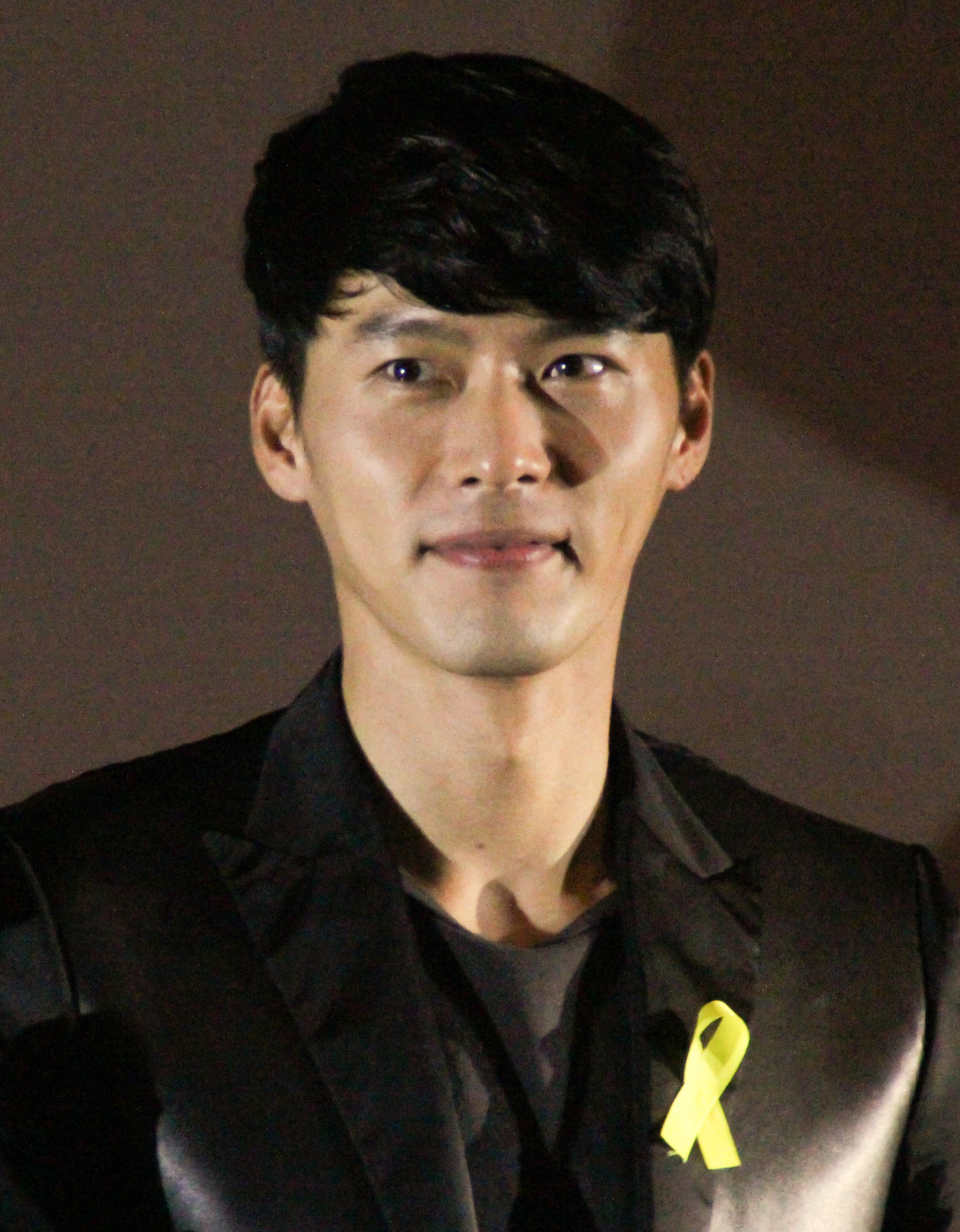
2014年《逆鱗：刺王危城》記者會

| 年份 | 片名           | 角色         | 合作演員                             | 觀影人次（萬） | 備註         |
| 2002 | Shower         | 洪奎         | 奇周峯                               | -              | 未發行       |
| 2004 | 迴旋踢         | 李閔奎       | 金烔完、趙安                         | 4.1            | -            |
| 2005 | 長腿叔叔       | 亨俊         | 河智苑、延政勳                       | 44             | 客串         |
| 2006 | 百萬富翁的初戀 | 姜載京       | 李沇熹                               | 56             | -            |
| 2009 | 我很幸福       | 周滿秀       | 李寶英                               | 0.7            | 獨立電影     |
| 2011 | 晚秋           | 勳           | 湯唯                                 | 85             | -            |
| 2011 | 愛，不愛       | 黃志錫       | 林秀晶                               | 6.6            | 獨立電影     |
| 2014 | 逆鱗：刺王危城 | 朝鮮正祖李祘 | 鄭在詠、曹政奭、曹在顯、韓志旼       | 384            | 退伍復出之作 |
| 2017 | 機密同盟       | 任鐵零       | 柳海真、金柱赫、潤娥                 | 781            | -            |
| 2017 | 騙徒           | 黃智成       | 劉智泰、朴誠雄、裴晟佑、Nana         | 401            | -            |
| 2018 | 極智對決       | 閔泰久       | 孫藝真                               | 196            | -            |
| 2018 | 屍落之城       | 李清         | 張東健、李善彬、趙宇鎮、趙達煥       | 159            | -            |
| 2022 | 機密同盟2      | 任鐵零       | 柳海真、丹尼爾·海尼、潤娥            | 692            | -            |
| 2023 | 火線交涉       | 朴大植       | 黄晸玟 、姜其永                      | 172.11         | -            |
| 2024 | 哈爾濱         | 安重根       | 朴正民、趙宇鎮、全汝彬、劉宰明、朴勳 | 490.78         | [ 63 ]       |

### MV
| 年份 | 歌名                | 歌手                   | 備註                      |
| 2003 | 約定                | Herb                   |                           |
| 2003 | 是我的原因吧        | Herb                   |                           |
| 2005 | Memory              | 金範洙                 | 與李多海                  |
| 2005 | Hey U               | Lemon Tree             |                           |
| 2006 | One                 | 東方神起               | 電影《百萬富翁的初戀》OST |
| 2011 | Keep the Tears Away | 朴孝信                 | 電影《愛，不愛》OST       |
| 2011 | 如果可以重來        | Alex（酷懶之味）& Jane | 電影《晚秋》OST           |
| 2018 | 回覆                | 金東律                 | 與李雪                    |

### 旁白
| 年份       | 電視臺 | 片名                     | 備註                 |
| 2010－2011 | MBC    | 非洲的眼淚               | 創社49周年特輯紀錄片 |
| 2012       | MBC    | 地球的眼淚－從北極到南極 | [ 65 ]               |

## 音樂作品
| 年份 | 歌名              | 備註                                                       |
| 2004 | 萬歲(高)          | 電影《迴旋踢》主題曲（合唱版）                             |
| 2010 | 那個男人          | 電視劇《秘密花園》OST                                      |
| 2010 | Dream in my heart | 《Dream in my heart夏威夷》OST                             |
| 2010 | 初次遇見的時候    | 《Dream in my heart夏威夷》OST                             |
| 2011 | 無法擁有的你      | 首張個人單曲 翻唱電視劇《朋友，我們的傳說》OST，原唱：Bank |

## 提名&獲獎
玄彬自2003年出道後，隨著所出演的電視劇、電影作品獲得國內外無數獎項。電視劇方面，包括百想藝術大賞第47屆「大賞」、第56屆男子人氣獎，以及APAN Star Awards的大賞外，三大台的歷年演技大賞也都有所斬獲；電影方面，海外獎項比重較大，包括曾在瑞士弗里堡國際電影節、富川國際奇幻影展獲獎，也曾殺入柏林影展，2017年以《機密同盟》、《騙徒》拿下國內韓國電影演員協會的頂級明星獎。2020年更獲得韓國大眾文化藝術獎的總統表彰獎此等國家榮譽。

## 社會與公益活動
2006年11月28日參加救世軍募款活動，舉辦粉絲簽名會及蛋糕義賣活動，並將所得款項全數捐給救世軍幫助弱勢群體。2009年1月28日紀念母校中央大學戲劇電影學系成立50週年，捐贈1億韓元發展資金，用於小劇場建設、國際交流基金、獎學金等。2011年3月6日向聯合國兒童基金會（UNICEF）捐贈自己所代言並擁有的汽車，作為韓國委員會行政業務上用的禮賓車。
2012年12月29日把在退伍時收到的4.35噸大米全部捐贈給了貧困兒童和孤寡老人，這些大米是亞洲各國粉絲為了慶祝玄彬退伍而送至的，足夠3萬6千人吃一頓飯。2013年10月29日出席第50屆韓國儲蓄日紀念活動，獲得總統表彰勳章。2014年7月3日正式被任命為第十七屆仁川亞運會形象宣傳大使並出席任命儀式，9月19日於亞運開幕式中擔任護旗手。
2015年6月6日出席韓國第60屆顯忠日紀念儀式，擔任緬懷先烈的詩詞朗誦者，朗誦2013年在國勳文藝作品徵集中得獎的緬懷詩「沃土」。對此，相關負責人表示：「玄彬給人的信賴感及誠實沉著的形象與緬懷紀念儀式的氣氛相符。」
2019年为江原道森林火灾重建捐款，2020年2月21日秘密通過社會福利機構「愛心果實」為防止COVID-19疫情擴散捐款了2億韓元，連經紀公司也不知情直到事後才被確認，也因此發現玄彬長時間幫助藝術、體育領域有才能的低收入青少年，已獲得過韓國高額捐贈者俱樂部「Honor Society」的榮譽會員，此外也參與了國際NGO救助基金和嬰幼兒教育支援事業，為設立學校積極援助。
2023年3月8日玄彬與孫藝真一起透過「希望橋全國救災協會」向慶尚北道蔚珍郡山林大火捐贈2億韓元，用於支援緊急救助物品與災民物資。2024年1月9日夫妻倆再度以共同名義向首爾峨山醫院及慈善機構旗下的棄嬰保護艙捐贈1.5億韓元，希望可以幫助單親媽媽家庭以及資助青少年的醫療費。

## 外部連結
- VAST娱乐玄彬官方网站
- 玄彬在NAVER上的资料
- 玄彬在Daum上的资料